# モバイル学会
モバイル学会（モバイルがっかい）は、移動を伴う情報・通信（モバイル）を支える技術・製品・サービスの提供側と受け手側の人たちに対して、研究・調査・情報提供・人材育成・交流機会の提供等通じて、モバイルを活用する人間行動（モバイル行動）に関する学術・文化の発展を促進する事業を行い、モバイル行動の社会的信頼性と安全の向上と適切利用の推進に寄与することを目的とする学術団体（特定非営利活動法人モバイル学会）。

## 沿革
- 1998年2月：シンポジウム「携帯電話の利用性と人間工学」開催（日本人間工学会関西支部）
- 2001年5月：日本人間工学会にモバイル人間工学研究部会を設置（期間 5 年）
- 2001-2006年：毎年シンポジウム「ケータイ・カーナビの利用性と人間工学」を開催
- 2005年3月：モバイル人間工学部会を独立学会に発展継承する方針を決定
- 2006年
  - 4月：任意団体 モバイル学会発足、特定非営利活動法人化を決定
  - 10月28日：特定非営利活動法人モバイル学会設立総会開催
- 2007-2021年：年1回シンポジウム「モバイル○○」（○○は西暦（の下２桁）など）を開催
- 「モバイル研究会」開催、学会誌発行、シンポジウム論文集発行など

## 会長・役員
- 初代会長：田村博
- 2代会長：赤松幹之
- 3代会長：古田宏